# Copperhead (Klemmkeil)
Ein Copperhead ist eine spezielle Form des Klemmkeils, der vor allem als Fortbewegungsmittel beim technischen Klettern hoher Schwierigkeit verwendet wird.
Copperheads bestehen aus einem etwa drei bis sechs Millimeter dicken Kupferzylinder, der um eine Stahlkabelschlinge herum gepresst ist. Der Kupferzylinder wird meistens mit Hilfe eines Hammers in kleine Felsrisse eingeschlagen, wobei sich das Kupfer der Form des Risses anpasst und sich dabei verklemmt. Copperheads gehören zur Gruppe der hämmerbaren Hardware, der (engl.) Bashies.
Zum Einhämmern von Copperheads wird idealerweise ein spitzer Meißel und ein Hammer verwendet.
Im Gegensatz zu Rocks oder Hexentrics sind Copperheads für sehr kleine Felsrisse gedacht, wo andere Klemmgeräte oder Keile nicht mehr hinein passen. Die Haltekräfte eines Copperheads sind schwierig einzuschätzen und generell nur gering. Sie sollten daher keine wirkliche Verwendung als Zwischensicherung finden und nur als letzte Option zur Anwendung kommen.